# Ibrahim Shams
Ibrahim Shams (arabisch إبراهيم شمس, DMG Ibrāhīm Šams; * 16. Januar 1917 in Alexandria; † 16. Januar 2001 ebenda) war ein ägyptischer Gewichtheber.

## Werdegang
Er entdeckte an der Schule in Alexandria sein Talent im Gewichtheben. Schon bald darauf wurde der seinerzeit berühmteste ägyptische Trainer Aziz Talaat auf ihn aufmerksam und nahm ihn unter seine Fittiche. Er machte so rasche Fortschritte, dass er für die Olympischen Spiele 1936 in Berlin nominiert wurde, bei denen er auch eine Medaille gewinnen konnte. Er war damals 22 Jahre alt, für einen Gewichtheber ungewöhnlich schlank und zartgliedrig. Aus diesem Grunde waren auch während seiner ganzen Laufbahn, die bis 1951 dauern sollte, die Schnellkraftübungen Reißen und Stoßen seine Stärke. Kurz vor Ausbruch des Zweiten Weltkrieges hatte er 1939 in Kairo noch mit 153,5 kg im beidarmigen Stoßen des Leichtgewichts einen neuen Weltrekord aufgestellt. Nach Kriegsende startete er wieder im Federgewicht, auch wenn er zwischenzeitlich in das Leichtgewicht gewachsen war. 1948 gelang ihm der größte Erfolg seiner Laufbahn und er wurde Olympiasieger.
Nach dem Abschluss seiner Karriere 1951 wurde Shams Trainer. Er war ein gläubiger Muslim und hatte sieben Söhne.

## Internationale Erfolge
(OS = Olympische Spiele, WM = Weltmeisterschaft, Fe = Federgewicht, Le = Leichtgewicht)
- 1936, Bronzemedaille, OS in Berlin, Fe, mit 300 kg, hinter Anthony Terlazzo, USA, 312,5 kg und Mohamed Soliman Saleh, Ägypten, 305 kg;
- 1938, unplatziert, WM in Wien, Le, mit drei ungültigen Versuchen im beidarmigen Stoßen;
- 1946, 5. Platz, WM in Paris, Fe, mit 295 kg;
- 1948, Goldmedaille, OS in London, mit 360 kg, vor Attia Hamouda, Ägypten, 360 kg und James Halliday, Großbritannien, 340 kg;
- 1949, 1. Platz, WM in Scheveningen, Le, mit 352,5 kg, vor Joe Pitman, USA, 342,5 kg und Arvid Andersson, Schweden, 322,5 kg;
- 1951, 1. Platz, WM in Mailand, Le, mit 342,5 kg, vor Pitman, 337,5 kg und Ferdows, Iran, 327,5 kg
- 1951, 1. Platz, Mittelmeerspiele in Alexandria, Le mit 342,5 (95.0, 112.0, 135.0) kg, vor Ermanno Pignati, Italien, 307,5 (85.0, 100.0, 122.5) kg, und Bahjat Dalloul, Syrien 300,0 (95.0, 95.5, 112.5) kg;

## Weltrekorde
im beidarmigen Reißen:
- 116,5 kg, 1939 in Alexandria, Le,

im beidarmigen Stoßen:
- 142,5 kg, 1936 in Alexandria, Le,
- 144 kg, 1938 in Kairo, Le,
- 147,5 kg, 1938 in Alexandria, Le,
- 151 kg, 1939 in Kairo, Le,
- 153,5 kg, 1939 in Kairo